# Clubiona rosserae
Clubiona rosserae là một loài nhện trong họ Clubionidae.
Loài này thuộc chi Clubiona. Clubiona rosserae được George Hazelwood Locket miêu tả năm 1953.